# Nespereira (Cinfães)
 (septembre 2014).
Si vous disposez d'ouvrages ou d'articles de référence ou si vous connaissez des sites web de qualité traitant du thème abordé ici, merci de compléter l'article en donnant les références utiles à sa vérifiabilité et en les liant à la section « Notes et références ».
Nespereira est une freguesia située au nord du Portugal, à 80 km de Porto.
Les principales ressources sont l'agriculture, l'élevage de moutons et les produits du terroir.
On y pratique également la culture de l'eucalyptus, souvent à des fins pharmaceutiques.
Les sources d'eau potable sont nombreuses et réputées pour leur pureté.